# Edward Stettinius
Edward Reilly Stettinius, Jr., född 22 oktober 1900, död 31 oktober 1949, var en amerikansk politiker. Han var USA:s utrikesminister 1944–1945 och USA:s förste FN-ambassadör.

## Biografi
Edward Reilly Stettinius föddes i Chicago, Illinois den 22 oktober 1900, som den yngre av två söner och tredje av fyra barn av Edward R. Stettinius och Judith Carrington. Hans mor var från Virginia med anor från engelska kolonier. Hans far var av tysk härkomst och var infödd i Saint Louis, Missouri.
Den yngre Stettinius växte upp på en herrgård vid familjens egendom på Staten Island, New York och utexaminerades från Pomfret School 1920, varefter han gick på i University of Virginia fram till 1924 men lämnade utan examen. Medan han var på University of Virginia blev medlem i det hemliga Seven Society. Den 15 maj 1926 gifte sig Stettinius med Virginia Gordon Wallace, dotter till en framstående familj i Richmond, Virginia. De hade tre barn: Edward Reilly, och tvillingarna Wallace och Joseph.
Han blev vice VD för General Motors 1931. Där arbetade han med program som gav hjälp åt de arbetslösa och genom detta arbete kom han i kontakt med Franklin D. Roosevelt.
Han arbetade som chef för planmyndigheten Office of Production Management under president Roosevelt. Han utnämndes till biträdande utrikesminister 1943. Följande år efterträdde han USA:s utrikesminister Cordell Hull, som avgick av hälsoskäl. Han blev 1945 utnämnd till USA:s FN-ambassadör men avgick redan 1946, när han blev kritisk till president Harry S. Trumans negativa inställning gentemot FN som ett redskap att minska spänningen mellan USA och Sovjetunionen.
Han dog av en kranskärlstrombos den 31 oktober 1949 hos en syster i Greenwich, Connecticut vid 49 års ålder, och är begravd på familjens gravplats på Locust Valley Cemetery, Locust Valley, New York.